# 西精工
西精工株式会社（にしせいこう）は、徳島県徳島市南矢三町に本社を置く、
日本のファスナー・小物パーツの製造業者である。

## 概要
1923年（大正12年）の創業以来、生産拠点を徳島県に構えて企業活動を行っている。冷間鍛造技術を用いてナット商品を中心に世界中に提供している。

## 沿革
- 1923年（大正12年）4月 - 西卯次八が西製作所を創設し、ボルトの製造開始。
- 1960年（昭和35年）4月 - 西精工株式会社に改組。
- 2008年（平成20年）8月	- 西泰宏が代表取締役社長に就任。
- 2013年（平成25年）3月 - 第3回日本でいちばん大切にしたい会社大賞中小企業庁長官賞を受章。
- 2014年（平成26年）2月 - 第47回グッドカンパニー大賞優秀企業賞を受章。
- 2016年（平成28年）7月 - ユースエール認定企業を認定。
- 2017年（平成29年）1月 - ホワイト企業大賞を受章。

## 関連施設
本社
- 所在地：徳島県徳島市南矢三町1丁目11-4

石井工場
- 所在地：徳島県名西郡石井町石井字石井398-4

土成工場
- 所在地：徳島県阿波市土成町土成字大法寺240-3